# Christina Bruce

Stemma del clan Bruce.

Christina Bruce, in scozzese medievale Christian de Brus (Turnberry, 1278 – Dunfermline, 27 gennaio 1357), è stata una nobile scozzese, sorella di re Roberto I di Scozia.

## Biografia

### Origini
Era una delle figlie di Robert Bruce, VI signore di Annandale e Marjorie, Contessa di Carrick, due dei più potenti feudatari del Regno di Scozia. Christina, come le sue sorelle, venne impiegata dalla sua famiglia per ottenere nuove alleanze tramite matrimonio, sposandosi per tre volte: la prima col conte Gartnait di Mar attorno al 1295, la seconda con sir Christopher Seton nel 1305 circa e la terza con sir Andrew Murray nel 1326.

### Matrimoni

#### Primo matrimonio
Poco o nulla è noto del suo primo matrimonio, se non che sposò Gartnait, conte di Mar, dopo il 1292. Entro il 1306 era comunque già vedova, dato che i possedimenti di Garnait erano controllati da suo fratello, il conte di Carrick.

#### Secondo matrimonio
Tra il 1305 e il 1306 sposò sir Christopher Seton, seguace di suo fratello Robert. L'unione durò poco: Seton era uno dei cavalieri presenti all'assassinio di John Comyn, III Signore di Badenoch, e lui stesso uccise Robert Comyn, che aveva tentato di difendere il nipote dall'attacco di Robert Bruce; per quest'azione Seton fu presto scomunicato, catturato e giustiziato dagli inglesi.
La stessa Christina, assieme alla sorella Mary, alla nipote Marjorie e alla cognata Elizabeth Burgh fu catturata dopo aver cercato scampo al castello di Kildrummy, presso suo fratello Nigel Bruce. Gli inglesi assediarono e catturarono il castello in breve tempo, uccidendo Nigel e prendendo in custodia le nobildonne; Edoardo I d'Inghilterra, pur tenendole in vita come ostaggi, volle riservare loro un trattamento esemplare, rinchiudendole in gabbie esposte alle intemperie.
Il loro trattamento migliorò solo con l'ascesa di Edoardo II d'Inghilterra, che incontrando difficoltà nella prima guerra d'indipendenza scozzese era deciso ad usarle come eventuale merce di scambio. Pur rimanendo prigioniere, vennero loro garantiti degli alloggi migliori e della servitù, e Christina ricevette anche una piccola pensione in quanto vedova.

#### Terzo matrimonio
Rimase prigioniera fino al 1314, quando venne scambiata con ostaggi inglesi dopo la battaglia di Bannockburn. Nel 1326 si sposò per la terza volta con sir Andrew Murray, un altro seguace del fratello, dopo aver ottenuto la dispensa papale da Giovanni XXII per evitare di incorrere nella scomunica per consanguineità.
A causa delle frequenti assenze del marito Christina era incaricata della gestione delle sue terre, e quando nel 1335 infuriava la seconda guerra d'indipendenza scozzese fu lei a difendere il castello di Kildrummy dall'attacco del pretendente Edoardo Balliol, resistendo fino all'arrivo dei rinforzi guidati dal marito.
Il terzo marito morì nel 1338, e Christina non si risposò più. Morì all'inizio del 1357, a quasi ottant'anni.

## Discendenza
Non sono noti figli né dal suo primo né dal suo secondo matrimonio (anche se alcuni storici identificano Donald ed Elena di Mar come suoi figli).
Dal terzo marito Andrew Murray ebbe due figli:
- John Murray (?-1351);
- Thomas Murray (?-1361).

## Ascendenza
|                                       |                    |                                                 | Genitori                                   |  |  | Nonni |  |  | Bisnonni                              |  |  | Trisnonni                               |  |
|                                       |                    |                                                 |                                            |  |  |       |  |  | Robert Bruce, IV Signore di Annandale |  |  | William Bruce, III Signore di Annandale |  |
|                                       |                    |                                                 |                                            |  |  |       |  |  | Robert Bruce, IV Signore di Annandale |  |  | William Bruce, III Signore di Annandale |  |
|                                       |                    | Christina                                       |                                            |  |  |       |  |  | Robert Bruce, IV Signore di Annandale |  |  |                                         |  |
| Robert Bruce, V Signore di Annandale  |                    |                                                 |                                            |  |  |       |  |  | Robert Bruce, IV Signore di Annandale |  |  |                                         |  |
|                                       |                    | Isobel di Huntingdon                            | Davide di Scozia                           |  |  |       |  |  |                                       |  |  |                                         |  |
|                                       |                    | Isobel di Huntingdon                            | Davide di Scozia                           |  |  |       |  |  |                                       |  |  |                                         |  |
|                                       |                    | Isobel di Huntingdon                            | Matilda di Chester                         |  |  |       |  |  |                                       |  |  |                                         |  |
| Robert Bruce, VI signore di Annandale |                    | Isobel di Huntingdon                            |                                            |  |  |       |  |  |                                       |  |  |                                         |  |
|                                       |                    | Gilberto di Clare, V conte di Gloucester        | Richard de Clare, III conte di Hertford    |  |  |       |  |  |                                       |  |  |                                         |  |
|                                       |                    | Gilberto di Clare, V conte di Gloucester        | Richard de Clare, III conte di Hertford    |  |  |       |  |  |                                       |  |  |                                         |  |
|                                       |                    | Gilberto di Clare, V conte di Gloucester        | Amice FitzRobert                           |  |  |       |  |  |                                       |  |  |                                         |  |
| Isabella di Clare                     |                    | Gilberto di Clare, V conte di Gloucester        |                                            |  |  |       |  |  |                                       |  |  |                                         |  |
|                                       |                    | Isabella di Pembroke                            | Guglielmo il Maresciallo                   |  |  |       |  |  |                                       |  |  |                                         |  |
|                                       |                    | Isabella di Pembroke                            | Guglielmo il Maresciallo                   |  |  |       |  |  |                                       |  |  |                                         |  |
|                                       |                    | Isabella di Pembroke                            | Isabella di Clare, IV contessa di Pembroke |  |  |       |  |  |                                       |  |  |                                         |  |
| Christina Bruce                       |                    | Isabella di Pembroke                            |                                            |  |  |       |  |  |                                       |  |  |                                         |  |
|                                       | Cailean di Carrick | Donnchadh, conte di Carrick                     |                                            |  |  |       |  |  |                                       |  |  |                                         |  |
|                                       | Cailean di Carrick | Donnchadh, conte di Carrick                     |                                            |  |  |       |  |  |                                       |  |  |                                         |  |
|                                       | Cailean di Carrick | Avelina FitzWalter                              |                                            |  |  |       |  |  |                                       |  |  |                                         |  |
| Niall, conte di Carrick               | Cailean di Carrick |                                                 |                                            |  |  |       |  |  |                                       |  |  |                                         |  |
|                                       |                    | una figlia di Niall Ruadh Ó Néill               | Niall Ruadh Ó Néill                        |  |  |       |  |  |                                       |  |  |                                         |  |
|                                       |                    | una figlia di Niall Ruadh Ó Néill               | Niall Ruadh Ó Néill                        |  |  |       |  |  |                                       |  |  |                                         |  |
|                                       |                    | una figlia di Niall Ruadh Ó Néill               | …                                          |  |  |       |  |  |                                       |  |  |                                         |  |
| Marjorie, Contessa di Carrick         |                    | una figlia di Niall Ruadh Ó Néill               |                                            |  |  |       |  |  |                                       |  |  |                                         |  |
|                                       |                    | Walter Stewart, III Grande Intendente di Scozia | Alan fitz Walter                           |  |  |       |  |  |                                       |  |  |                                         |  |
|                                       |                    | Walter Stewart, III Grande Intendente di Scozia | Alan fitz Walter                           |  |  |       |  |  |                                       |  |  |                                         |  |
|                                       |                    | Walter Stewart, III Grande Intendente di Scozia | incerta                                    |  |  |       |  |  |                                       |  |  |                                         |  |
| Margaret Stewart                      |                    | Walter Stewart, III Grande Intendente di Scozia |                                            |  |  |       |  |  |                                       |  |  |                                         |  |
|                                       |                    | Bethóc di Angus                                 | Gille Críst, conte di Angus                |  |  |       |  |  |                                       |  |  |                                         |  |
|                                       |                    | Bethóc di Angus                                 | Gille Críst, conte di Angus                |  |  |       |  |  |                                       |  |  |                                         |  |
|                                       |                    | Bethóc di Angus                                 | Marjorie di Huntingdon                     |  |  |       |  |  |                                       |  |  |                                         |  |
|                                       |                    | Bethóc di Angus                                 |                                            |  |  |       |  |  |                                       |  |  |                                         |  |